# Canton de Brive-la-Gaillarde-Sud-Est
Pour les articles homonymes, voir Canton de Brive-la-Gaillarde (homonymie).
Le canton de Brive-la-Gaillarde-Sud-Est est une ancienne division administrative française située dans le département de la Corrèze, en région Limousin.

## Géographie
Ce canton était organisé autour de Brive-la-Gaillarde dans l'arrondissement de Brive-la-Gaillarde. Son altitude variait de 102 m (Brive-la-Gaillarde) à 381 m (Cosnac) pour une altitude moyenne de 162 m.

## Histoire
Le canton de Brive-la-Gaillarde-Sud-Est est issu de la partition en 1982 du canton de Brive-la-Gaillarde-Sud.

### Redécoupage cantonal de 2014-2015
Par décret du 24 février 2014, le nombre de cantons du département passe de 37 à 19, avec mise en application aux élections départementales de mars 2015. Le canton de Brive-la-Gaillarde-Sud-Est est supprimé à cette occasion, la ville étant alors divisée en quatre nouveaux cantons (cantons de Brive-la-Gaillarde-1 à -4), et la commune de Cosnac intégrée au canton de Brive-la-Gaillarde-3.

## Administration
| Période | Période | Identité               | Étiquette   | Qualité                                                   |
| ------- | ------- | ---------------------- | ----------- | --------------------------------------------------------- |
| 1982    | 2001    | Claudine Labrunie      | PS          | Enseignante, conseillère municipale de Brive-la-Gaillarde |
| 2001    | 2015    | Jean-Claude Chauvignat | PS puis DVG | Ancien maire-adjoint de Brive-la-Gaillarde                |

## Composition
Le canton de Brive-la-Gaillarde-Sud-Est se composait d’une fraction de la commune de Brive-la-Gaillarde et de la commune de Cosnac. Il comptait 13 493 habitants (population municipale) au 1er janvier 2012.
| Nom                            | Code Insee | Intercommunalité      | Population (dernière pop. légale)               |
| ------------------------------ | ---------- | --------------------- | ----------------------------------------------- |
| Brive-la-Gaillarde (chef-lieu) | 19031      | CA du Bassin de Brive | Fraction : 10 558(2012) Commune : 46 961 (2014) |
| Cosnac                         | 19063      | CA du Bassin de Brive | 2 972 (2014)                                    |

## Démographie
| 1982 | 1990   | 1999   | 2006   | 2011   | 2012   |
| ---- | ------ | ------ | ------ | ------ | ------ |
| -    | 12 107 | 12 589 | 13 697 | 13 399 | 13 493 |